# Die P

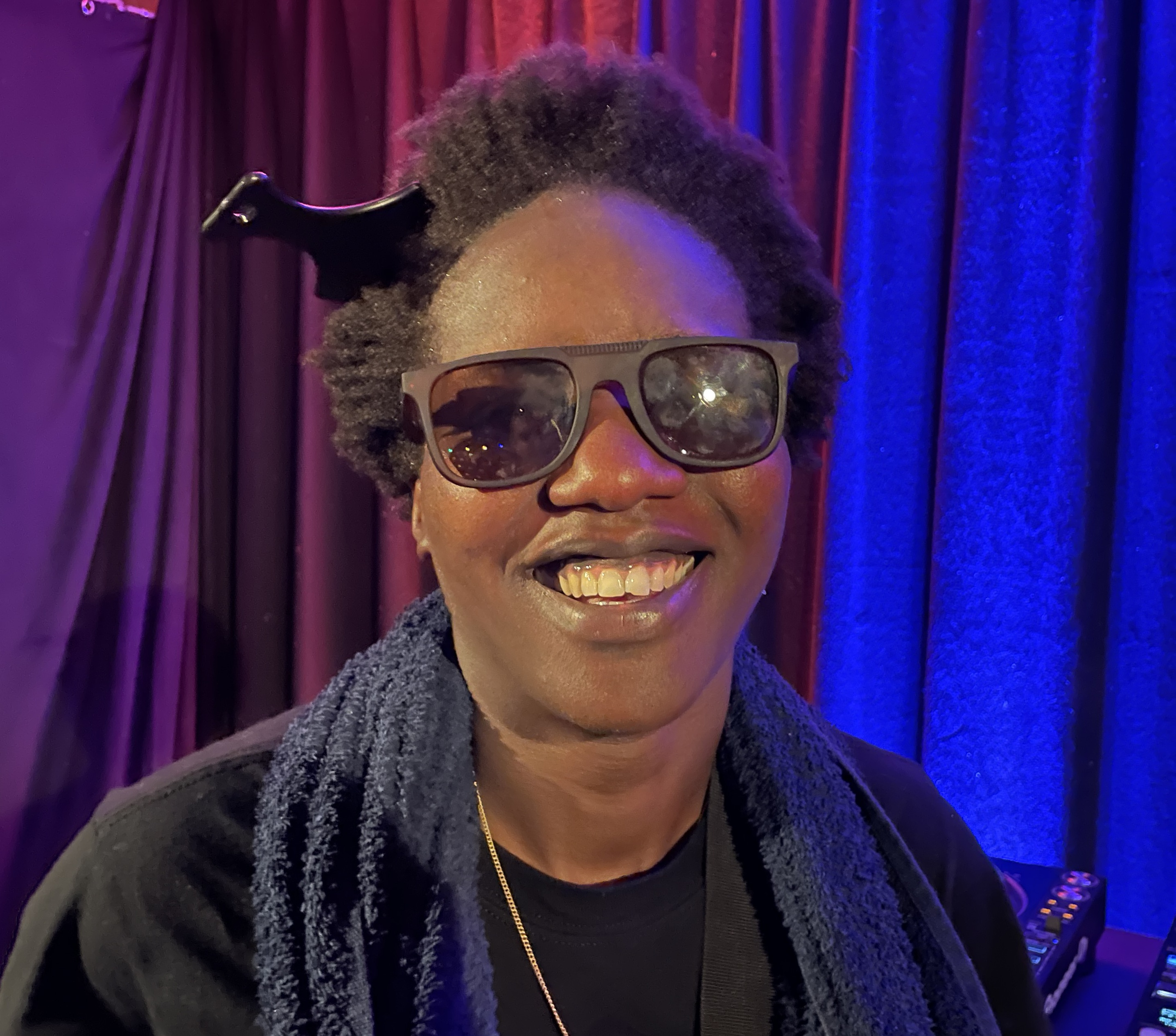
Die P, 2022

Die P (geboren 1987 als Patricia Pembele in München, Bayern) ist eine deutsche Rapperin aus Bonn.

## Leben und Werk
Die P zog im Alter von sechs Jahren mit ihrer Familie nach Bonn. Dort kam sie in ihrer Jugend mit Hip-Hop in Berührung und verfasste im Alter von 14 Jahren erste eigene Rap-Texte.
Bei einem Battle in Köln-Ehrenfeld, zu dem ihre Cousine sie angemeldet hatte, belegte sie unter dem Pseudonym MC Double P den dritten Platz.
Nachdem sie einige Jahre auf lokalen Bühnen Erfahrungen gesammelt hatte, veröffentlichte sie im Jahre 2017 ihre erste EP mit dem Titel Bonnität. Mit der Single Alle Reden (2019) gelang ihr der szeneinterne Durchbruch. So wurde der Song u. a. vom Rapper Megaloh auf Instagram lobend erwähnt. Außerdem wurde die Autorin und Musikpromoterin Lina Burghausen auf Die P aufmerksam. Burghausen hatte das Online-Blog 365 Female MCs ins Leben gerufen, verbunden mit dem Ziel, weibliche Rapperinnen vorzustellen und weltweit bekannter zu machen. Sie bot Die P einen Vertrag bei ihrem neu gegründeten Label 365XX an. 2020 erschien zunächst die EP Tape, 2021 dann das Debüt-Album 3,14. Das Album ist zudem der erste Album-Release des jungen Indie-Labels. Auf der Internetseite des Musikexpress’ wurde es im März 2021 zum Album der Woche (KW 11) gekürt. Der Musikjournalist Thomas Winkler schrieb:

„Zur Botschaft passen die Beats: klassisches Gewummer mit tiefergelegten Bässen in der Dre-Tradition statt Modernitäten wie Trap. Und statt Auto-Tune einzusetzen und zur Absicherung ein paar schicke Features einzusammeln, rappt Die P lieber ihr gesamtes Debüt im Alleingang voll und schickt Props an Salt'n'Pepa. Wer’s noch nicht wusste: Street-Rap geht hierzulande auch intelligent.“

Auf dem Album Main Concept 3.0 der seit den 1990er-Jahren aktiven Deutschrap-Combo Main Concept wurde Die P auf dem Song Touché gefeatured, der auch als Single veröffentlicht wurde.
Beim Reeperbahn-Festival 2021 gehörte Die P zum Lineup.

## Diskografie

### EPs und Alben
- 2017: Bonnität
- 2020: Tape, 365XX Records, Pias/Rough Trade
- 2021: 3,14, 365XX Records, Pias/Rough Trade
- 2022: BONNanza
- 2022: Tape 2
- 2024: Bring da P Vol.2
- 2025: Bring da P Vol.3

### Singles
- 2024: Trauma und Kernlos
- 2024: Push
- 2024: Es ist P!
- 2024: Ba da Bang
- 2024: Bring da P
- 2024: Hit em High
- 2025: Fire
- 2025: Bleib Cool
- 2025: Anthem Vol.1
- 2025: Balla Balla
- 2025: Bissu dumm ¿ (Megalodon Remix) (Bonez MC & Nate57 feat. AchtVier, AK 33, AK Ausserkontrolle, Azad, Big Toe, Caney030, Celo & Abdi, Crackaveli, Curse, Dardan, Die P, Eno, Finch, Frauenarzt, Hakan Abi, Haze, Jaill, Jan Delay, Jonesmann, Juju, Kaisa Natron, Kolja Goldstein, Kontra K, Kwam.E, Laas Unltd., LX, Makko, Massiv, MP Freshly, Nizi19, Olexesh, OTW, Reeperbahn Kareem, Sa4, Saliou, Samra, Sido, Silva, Sil3A, Ski Aggu, Tom Hengst, Vega, Veysel, Zined)

## Auszeichnungen und Nominierungen

### Erhaltene Auszeichnungen
- 2021: popNRW-Preis in der Kategorie „Outstanding Artist“[9][10]

### Nominierungen
- 2021: Hiphop.de Awards in der Kategorie „Bester Newcomer“[11]
- 2021: Hiphop.de Awards in der Kategorie „Lyricist des Jahres“[12]